# Monster Max
 (janvier 2015).
Si vous disposez d'ouvrages ou d'articles de référence ou si vous connaissez des sites web de qualité traitant du thème abordé ici, merci de compléter l'article en donnant les références utiles à sa vérifiabilité et en les liant à la section « Notes et références ».
Monster Max est un jeu vidéo d'action-aventure développé par Rare et édité par Titus, sorti en 1994 sur la console portable Game Boy.
Le jeu s'inscrit dans la lignée des jeux en 3D isométrique comme Head over Heels (1987), des mêmes créateurs.

## Histoire
Le grand rêve de Max, un petit monstre joueur de guitare, est de devenir une star du rock. Alors qu'il faisait tout pour arriver à son objectif, un horrible tyran nommé Krond s'empare du pouvoir du monde et bannit toutes les musiques. Max décide alors de se battre pour débarrasser la Terre de Krond.

## Système de jeu
Le joueur dirige le héros dans un immeuble où lui sont données différentes missions. Pour mener à bien ces missions, Max trouvera différents objets et armes sur son chemin et devra résoudre des énigmes.